# Ludwig zu Salm-Salm

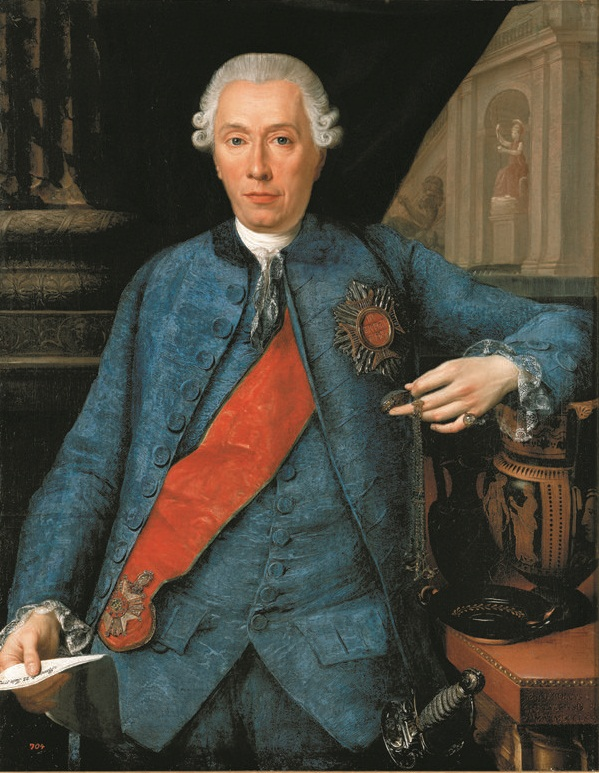
Porträt Ludwigs zu Salm-Salm von Bernardino Nocchi, 1775

Ludwig Karl Otto zu Salm-Salm (französisch Louis Charles Othon de Salm-Salm;  * 22. August 1721 auf Schloss Hoogstraten in Antwerpen; †  29. Juli 1778 in Senones) war der erstgeborene Sohn des begüterten Nikolaus Leopold, erster Fürst zu Salm-Salm, Herzog von Hoogstraeten, Wild- und Rheingraf (1701–1770) und ein Mitglied des weitverzweigten Adelshauses Salm.

## Leben
Seine Eltern Nikolaus Leopold zu Salm-Salm und Dorothea Franziska Agnes geborene von Salm (1702–1751) zeugten insgesamt 18 Kinder. Nach dem Erbfolgeprinzip der Primogenitur war es eindeutig, dass Ludwig Karl Otto das Erbe zufiel und alle anderen Geschwister ausgeschlossen blieben. Als dieser in den geistlichen Stand eintrat, sahen sein Vater und die Familie die dynastische Erbfolge bedroht. Es bestand jetzt sogar die Möglichkeit, dass das Erbe eventuell der Kirche zufallen könnte. Daher wich der Vater in seinem Testament vom Hausrecht ab, in dem Primogenitur niedergelegt war, um die Fortdauer der Familie zu sichern. Sohn Maximilian Friedrich Ernst strebte einen Fideikommiss an, der ihm als nachgeborenem Sohn die Rechte zuwies. Mit dem Tod des Vaters begannen die juristischen Klagen vor dem Reichsgericht in Wien um Auslegung des Testaments. Einige der zahlreichen Geschwister bezogen wechselnde Positionen in dieser Auseinandersetzung, die bis zum zeitweisen Einmarsch in die Residenzstadt Senones führte. Durch den sogenannten Pariser Bruderfrieden vom 3. Juli 1771 wurde der Rechtsstreit außergerichtlich beigelegt. Maximilian Friedrich Ernst zu Salm-Salm erbte Titel, Rechte und Einkünfte des Herzogs von Hoogstraeten. Nur zwei Jahre nach diesem Vergleich starb Maximilian Friedrich Ernst im Jahr 1773.

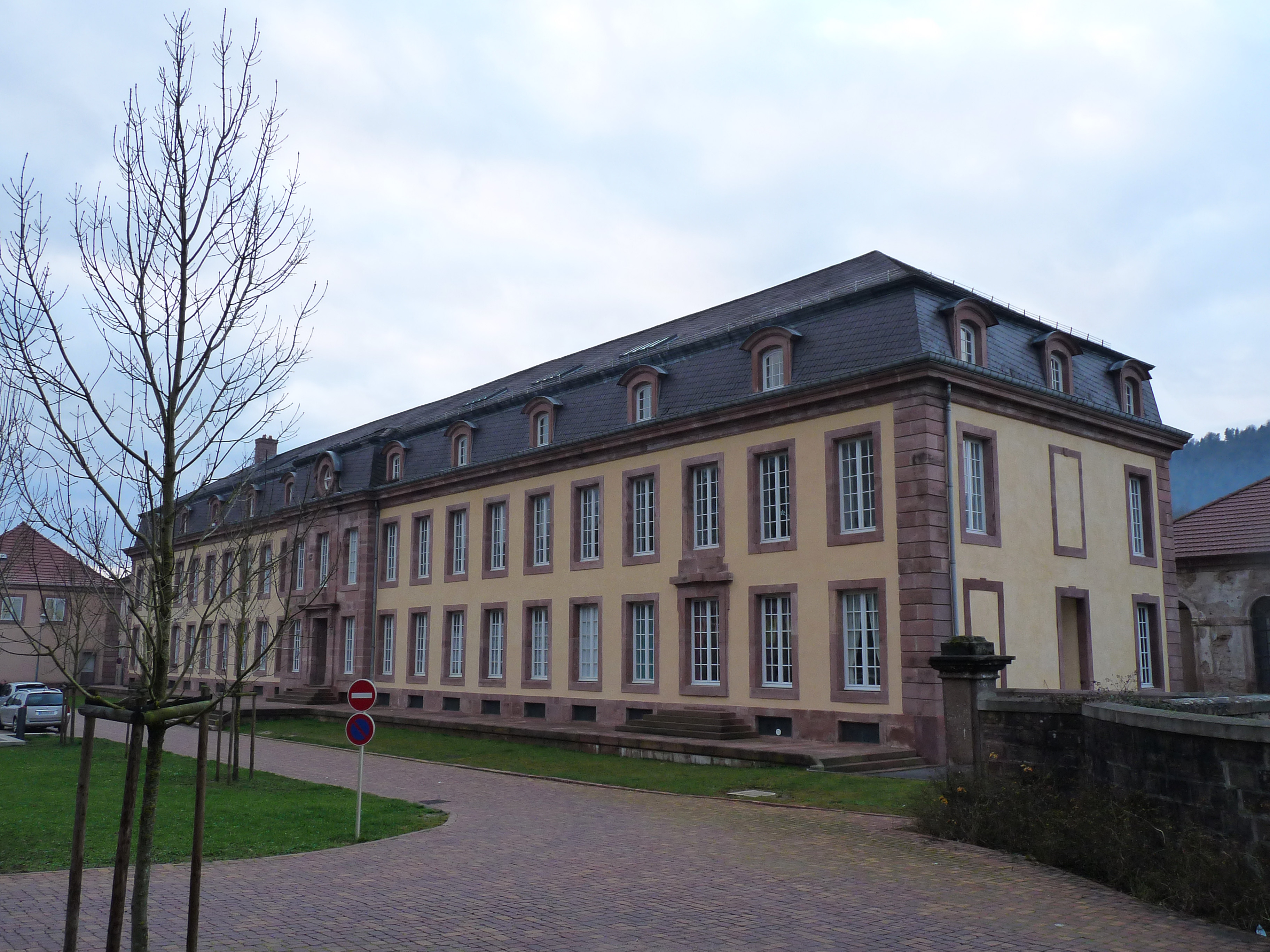
Das von Ludwig Karl Otto begonnene Schloss Senones

Ludwig Karl Otto trat vor dem Erbfall aus dem geistlichen Stand aus und heiratete als 54-Jähriger, drei Jahre vor seinem Tod, am 30. Mai 1775 die 28-jährige Marie Anne Felicité Gräfin von Horion (* 12. Mai 1743; † 9. Mai 1800), eine Tochter des Kanzlers des Fürstbischofs von Lüttich. Seine Zeit als regierender zweiter Fürst des Fürstentums zu Salm-Salm in den Vogesen währte nur acht Jahre. Selbst bei dem von ihm in Auftrag gegebenen Schloss Senones erfolgte keine endgültige Fertigstellung der Außenfassade. Fünf Jahre nach dem Tod seines jüngeren Bruders Maximilian starb er am 29. Juli 1778 ohne direkten männlichen Erben.
Konstantin, der Sohn des jüngeren Bruders Maximilian Friedrich Ernst, wurde als Herzog von Hoogstraeten nunmehr Erbe und damit dritter Fürst zu Salm-Salm. Die Französische Revolution beendete bereits nach zwei Jahren die kurzzeitige Existenz des Fürstentums Salm-Salm. Kaiser Napoleon beendete 1810 auch noch die Herrschaft über die Burg Anholt und Hoogstraeten. Auch der Wiener Kongress stellte die Selbständigkeit der annektierten Gebiete nicht mehr her. Die Fürsten zu Salm-Salm und Salm-Kyrburg blieben fortan nur noch vermögende Standesherren des Königreichs Preußen. Das herrschaftliche Erbe des Nikolaus Leopold Fürst zu Salm-Salm, Herzog von Hoogstraeten, Wild- und Rheingraf war 40 Jahre nach seinem Tode untergegangen.
Wie sein Vater Nikolaus Leopold erkannte auch sein Sohn Ludwig Karl Otto die Wertigkeit von Rechtstiteln. So wurde er unter anderem Erbe und Herr des Schlosses in Loon op Zand in der Nähe von Tilburg (Provinz Nordbrabant, Niederlande). Auch kaufte Ludwig Karl Otto 1774 das adlige Lehensgut Peenekamp in Anholt und übertrug den Besitz alsbald seinem Bruder Karl-Alexander (1735–1796).